# Togoische Beachhandball-Nationalmannschaft der Männer
Die togoische Beachhandball-Nationalmannschaft der Männer (auch togolesische Beachhandball-Nationalmannschaft der Männer) repräsentiert den togoischen Handball-Verband als Auswahlmannschaft auf internationaler Ebene bei Länderspielen im Beachhandball gegen Mannschaften anderer nationaler Verbände.
Als Unterbau fungiert die Nationalmannschaft der Junioren. Das weibliche Pendant ist die Togoische Beachhandball-Nationalmannschaft der Frauen.

## Geschichte
Die togoische Beachhandball-Nationalmannschaft der Männer wurde erstmals für die erste weltweite Meisterschaft, die World Games 2001, die zudem als inoffizielle ersten Weltmeisterschaften fungierten, zusammengestellt, nachdem bei den Frauen wie bei den Männern die Vertretungen Togos eingeladen wurden. Nach vier Niederlagen und einem Sieg in der Vorrunde spielte die Mannschaft gegen die Vertretung Japans, die sie in der Vorrunde noch bezwungen hatten, um den fünften Rang. Nach zwei knappen Durchgängen, von denen jede der Mannschaften einen für sich entscheiden konnte, verlor Togo knapp im Shootout gegen Japan und wurde Letzter.
Seitdem gab es keine weiteren Einsätze einer weiblichen Mannschaft Togos. Togos Beachhandball kam erst gegen Ende der 2010er Jahre auf die internationale Bühne zurück, als die Nachwuchs-Nationalmannschaften für die Juniorenweltmeisterschaft 2017 gemeldet wurden, wobei am Ende aber nur die Junioren, nicht aber die Juniorinnen antraten. Die Männermannschaft kehrte erst im Rahmen der ersten Beachhandball-Meisterschaften auf dem afrikanischen Kontinent im Rahmen der African Beach Games 2019 zurück. Nach zwei Siegen in der Vorrunde über Algerien und die Seychellen qualifizierte sich Togo für die Halbfinales, wo die Mannschaft die als beste Zweitplatzierte qualifizierten Nigerianer im Shootout bezwang, nachdem sie in der ersten Hälfte ein schwaches Spiel gemacht hatten. Im Finale traf man auf Tunesien, die nach den nicht teilnehmenden Ägyptern wohl stärkste Mannschaft Afrikas war, und verlor beide Sätze deutlich. Die gewonnene Silbermedaille war dennoch der bis dato größte Handball-Erfolg des Landes.

## Teilnahmen
| World Games - 2001: 6. - 2005: nicht eingeladen - 2009: nicht eingeladen - 2013: nicht qualifiziert - 2017: nicht qualifiziert - 2022: nicht qualifiziert | World Beach Games - 2019: nicht qualifiziert - 2023: nicht qualifiziert African Beach Games - 2019: 2. - 2023: | Weltmeisterschaften - 2001: 6. - 2004: nicht qualifiziert - 2006: nicht qualifiziert - 2008: nicht qualifiziert - 2010: nicht qualifiziert - 2012: nicht qualifiziert - 2014: nicht qualifiziert - 2016: nicht qualifiziert - 2018: nicht qualifiziert - 2020: nicht qualifiziert, abgesagt - 2022: nicht qualifiziert |

- WG 2001: Kader derzeit nicht bekannt

- ABG 2019: Yaou Adkinda • Aduayi Aduayi-Akue • Mawuko Ayenou • Ayavi Ayivi • Ayao Boboloe • Komi Djokpe • Aboudou Gado • Abdoula Modi • Kossi Tchassanti[3]